# 240
240（二百四十、にひゃくよんじゅう）は自然数、また整数において、239の次で241の前の数である。 

## 性質
- 240は合成数であり、約数は1, 2, 3, 4, 5, 6, 8, 10, 12, 15, 16, 20, 24, 30, 40, 48, 60, 80, 120, 240である。
  - 約数の和は744。
  - 56番目の過剰数である。1つ前は234、次は246。
    - σ (n) ≧ 3n を満たす n とみたとき3番目の数である。1つ前は180、次は360。(ただしσは約数関数、オンライン整数列大辞典の数列 A023197)

  - 約数の積の値がそれ以前の数を上回る24番目の数である。1つ前は180、次は336。(オンライン整数列大辞典の数列 A034287)
- 12番目の高度合成数であり、約数を20個もつ。1つ前は180、次は360。
  - 約数を20個もつ最小の数である。次は336。
  - 約数を n 個もつ最小の数とみたとき、1つ前の19個は262144、次の21個は576。(オンライン整数列大辞典の数列 A005179)
- 自分自身のすべての約数の積が自分自身の10乗になる最小の数である。1つ前の9乗は180、次の11乗は3072。(オンライン整数列大辞典の数列 A003680)
- 73番目のハーシャッド数である。1つ前は234、次は243。
  - 6を基とする10番目のハーシャッド数である。1つ前は222、次は312。
- 240 = 24 × 3 × 5
  - 3つの異なる素因数の積で p 4 × q × r の形で表せる最小の数である。次は336。(オンライン整数列大辞典の数列 A179644)
- 2402 + 1 = 57601 であり、n 2 + 1 が素数になる41番目の数である。1つ前は236、次は250。
- 10番目の高度トーティエント数。1つ前は144、次は432。
- 240 = 15 × 16
  - 15番目の矩形数である。1つ前は210、次は272。
- 240 = 151 + 152 = 162 − 161
  - 15の自然数乗の和とみたとき1つ前は15、次は3615。
- 240 = 162 − 16
  - n = 16 のときの n 2 − 16 の値とみたとき1つ前は209、次は273。(オンライン整数列大辞典の数列 A028566)
- 240 = 2 + 4 + 6 + 8 + 10 + 12 + 14 + 16 + 18 + 20 + 22 + 24 + 26 + 28 + 30
- 240 = 44 − 42
  - n = 4 のときの n 4 − n 2 の値とみたとき1つ前は72、次は600。(オンライン整数列大辞典の数列 A047928)
- 240 = 44 − 24
  - n = 4 のときの 4n − 2n = 22n − 2n = 2n(2n − 1) の値とみたとき1つ前は56、次は992。(オンライン整数列大辞典の数列 A020522)
- 240 = 15 × 24
  - n = 4 のときの 15 × 2n の値とみたとき1つ前は120、次は480。(オンライン整数列大辞典の数列 A110286)
- 三角関数では sin 240° = − √3/2 , cos 240° = − 1/2 , tan 240° = √3 。また 240° = 4π/3 rad 。
- 1回転360°の 2/3 が240°になる。また cos 240° + i sin 240° は1の虚立方根のひとつである。
- 240 = 1 × 2 × 3 × 5 × 8
  - フィボナッチ数の積で表せる数である。1つ前は30、次は3120。
- 1/240 = 0.00416… (下線部は循環節で長さは1)
  - 逆数が循環小数になる数で循環節が1になる23番目の数である。1つ前は225、次は288。(オンライン整数列大辞典の数列 A070021)
- 240 = 23 + 23 + 23 + 63
  - 4つの正の数の立方数の和で表せる52番目の数である。1つ前は233、次は243。(オンライン整数列大辞典の数列 A003327)
- 240 = (1 + 2 + 3 + 4) × (1 × 2 × 3 × 4) 。この形の1つ前は36、次は1800。(オンライン整数列大辞典の数列 A001286)
- 240 = 35 − 3
  - n = 3 のときの n 5 − n の値とみたとき1つ前は30、次は1020。(オンライン整数列大辞典の数列 A061167)
- 240 = 28 − 2 × 8
  - n = 8 のときの 2n − 2n の値とみたとき1つ前は114、次は494。(オンライン整数列大辞典の数列 A005803)
- 240 = 8 × 9 × 10/3
  - n = 8 のときの n(n + 1)(n + 2)/3 の値とみたとき1つ前は168、次は330。(オンライン整数列大辞典の数列 A007290)
    - {\displaystyle 240=\sum _{k=1}^{8}k(k+1)}
- 240 = 6!/3 = 1 × 2 × 3 × 4 × 5 × 6/3
  - n = 6 のときの n!/3 の値とみたとき1つ前は40、次は1680。(オンライン整数列大辞典の数列 A002301)
- 240 = 2 × 5!
  - n = 5 のときの 2n! の値とみたとき1つ前は48、次は1440。(オンライン整数列大辞典の数列 A052849)
- 240 = 172 − 49
  - n = 17 のときの n 2 − 49 の値とみたとき1つ前は207、次は275。(オンライン整数列大辞典の数列 A098848)
- 240 = 192 − 121
  - n = 19 のときの n 2 − 112 の値とみたとき1つ前は203、次は279。(オンライン整数列大辞典の数列 A132764)
- 24までの複偶数全ての最小公倍数。次の28までは1680。
- 約数の和が240になる数は7個ある。(114, 135, 158, 177, 203, 209, 239) 約数の和7個で表せる最小の数である。次は684。
  - 約数の和が240より小さな数で7個ある数はない。1つ前は168 (6個)、次は336 (8個)。
- 各位の和が6になる18番目の数である。1つ前は231、次は303。

## その他 240 に関連すること
- 西暦240年
- 紀元前240年
- 航空機コンベア240
- 第240代ローマ教皇はインノケンティウス11世（在位：1676年9月21日～1689年8月12日）である。
- M240機関銃
- 240 センター・ストリート
- 240スタイルは、通信販売の専門チャンネル。
- 日産・240SX
- 日産・240RS
- ボルボ・240
- UFC 240
- Ar 240 (航空機)
- ThinkPad 240
- 札幌市交通局240形電車
- プルトニウム240は、プルトニウムの同意体。
- マイケル・ジャクソンの真実 〜緊急独占放送 密着240日〜は、2003年に放送されたマイケル・ジャクソンのドキュメンタリー番組。
- サンシャイン60の地上高は約240m。
- 1971年2月14日以前のイギリスでは、1ポンドは240ペンスであった。